# 2020年美国总统选举犹他州选情
2020年美国总统选举于11月3日举行，旨在选出新一届的美国总统。除犹他州之外，美国其他49个州及华盛顿特区皆参加了此次总统选举。参加此次选举的主要候选人有共和党籍的现任总统唐納·川普和副总统迈克·彭斯组合，以及民主党籍的乔·拜登与賀錦麗组合。犹他州共有六张选举人票，和其他绝大多数州一样，犹他州的选举人票归属亦遵循“赢家通吃”的原则。
作为一个深红州，全部14家新闻机构在选举前都认为川普在犹他州赢面较大。不过在竞选期间，川普在民调中的支持率从未高于60%，其中一项民调甚至显示川普的支持率仅比拜登高出不到10个百分点。对于犹他州这样一个深红州而言，这一民调对川普而言并不好。而川普最终以58.13%的得票率赢得了犹他州，比拜登高出20.5个百分点。虽然这一结果相较于川普在2016年比希拉里·克林顿高出18.1个百分点而言略有提升，但和之前的其他共和党候选人相比其优势仍不算显著。川普在农村地区表现良好，如犹他县、戴维斯县以及韦伯县。造成这一差距的主要原因是因为2016年选举时第三方候选人埃文·麦克马林的得票率为21.5%，分走了川普的部分选票。但在此次选举中麦克马林并未参选，而是选择支持拜登。此次选举第三方候选人共获得了4.2%的选票，而在2016年时这一数值为27%。尽管如此，美联社还是报道称和其他州相比犹他州在选举中的党派倾向性较小，合作文化氛围更为境浓厚。
由于没有强大的第三方候选人，川普的得票率和2016年相比提升了13个百分点，而拜登和2016年希拉里的得票率相比提升了10.3个百分点。在此次选举中，拜登的得票率是自1964年林登·约翰逊以54.9%的得票率赢得犹他州以来民主党候选人得票率最高的一次，超过了1968年休伯特·汉弗莱、1976年吉米·卡特以及2008年贝拉克·奥巴马的得票率（以上三场选举是自1964年以来至此次选举之前民主党在犹他州仅有的三场得票率超过三分之一的选举）。拜登得票数最高的县为盐湖县，该县同时也是犹他州人口最多的县，他在这个县的得票率为53.7%，是自1964年以来民主党候选人得票率最高的一次。拜登还赢得了萨米特县，该县亦位于大盐湖畔。在2016年选举中，希拉里·克林顿亦赢得了这两个县。此外和2016年相比，拜登还翻蓝了格兰德县，该县在1992年及2008年的选举中亦支持民主党候选人。
根据美联社的民调显示，72%的摩门教徒支持川普，而这一群体占犹他州全部选民的53%。此外川普还赢得了54%的郊区居民支持，这一群体占犹他州全部选民的57%。
除犹他州以外，川普在此次选举中于阿肯色州、内华达州、加利福尼亚州、伊利诺伊州、佛罗里达州、夏威夷州以及华盛顿哥伦比亚特区的表现皆优于2016年。

## 初选

### 共和党初选
共和党初选于2020年3月3日举行，犹他州政治人物洪博培和米特·羅姆尼均拒绝同川普竞争。
| 候选人            | 得票数  | %      | 共和党大会 代表票数 |
| ----------------- | ------- | ------ | ------------------- |
| 唐纳德·特朗普     | 302,751 | 87.79% | 40                  |
| 比尔·韦尔德       | 23,652  | 6.86%  | 0                   |
| 乔·沃尔什（退选） | 7,509   | 2.18%  | 0                   |
| 马修·约翰·马特恩  | 5,751   | 1.67%  | 0                   |
| 罗伯特·阿尔迪尼   | 3,971   | 1.15%  | 0                   |
| 鲍勃·埃利         | 1,218   | 0.35%  | 0                   |
| 总计              | 344,852 | 100%   | 40                  |

### 民主党初选
民主党初选同样于2020年3月3日举行，乔·拜登、伯尼·桑德斯以及伊丽莎白·沃伦为主要候选人。
| 候选人                   | 得票数  | %     | 代表数 |
| ------------------------ | ------- | ----- | ------ |
| 伯尼·桑德斯              | 79,728  | 36.14 | 16     |
| 乔·拜登                  | 40,674  | 18.44 | 7      |
| 伊莉莎白·華倫            | 35,727  | 16.20 | 3      |
| 迈克尔·布隆伯格          | 33,991  | 15.41 | 3      |
| 彼得·布蒂吉格 （退选）   | 18,734  | 8.49  |        |
| 埃米·克洛布彻 （退选）   | 7,603   | 3.45  |        |
| 图尔西·加巴德            | 1,704   | 0.77  |        |
| 楊安澤 （退选）          | 950     | 0.43  |        |
| 汤姆·施泰尔 （退选）     | 703     | 0.32  |        |
| 玛丽安娜·威廉森 （退选） | 220     | 0.10  |        |
| 朱利安·卡斯特罗 （退选） | 159     | 0.07  |        |
| 柯瑞·布克 （退选）       | 138     | 0.06  |        |
| 德瓦尔·帕特里克 （退选） | 55      | 0.02  |        |
| 其他候选人               | 196     | 0.09  |        |
| 总计                     | 220,582 | 100%  | 29     |